# Struttura interna di Ganimede
I modelli teorici sviluppati per descrivere la struttura interna di Ganimede sono basati sulle indicazioni provenienti dalla sonda Galileo e prevedono una differenziazione di Ganimede in tre strati concentrici: un piccolo nucleo di ferro-solfuro di ferro, un mantello roccioso ricco di silicati ed una crosta ghiacciata. Gli spessori indicati degli strati all'interno di Ganimede dipendono dalla presunta composizione dei silicati (olivine e pirosseni) nel mantello e dei solfuri nel nucleo. I valori più probabili sono di 700–900 km per il raggio del nucleo e 800–1000 km per lo spessore del mantello ghiacciato esterno, con la parte rimanente occupata dal mantello di silicati. È stata rilevata, inoltre, una tenue atmosfera.
Il modello è supportato da un basso valore del momento di inerzia adimensionale: per una sfera omogenea esso vale 0,4, ma il suo valore diminuisce se la densità aumenta con la profondità. Il valore misurato per Ganimede durante i fly-by della sonda Galileo è pari a 0,3105 ± 0,0028.

## Nucleo

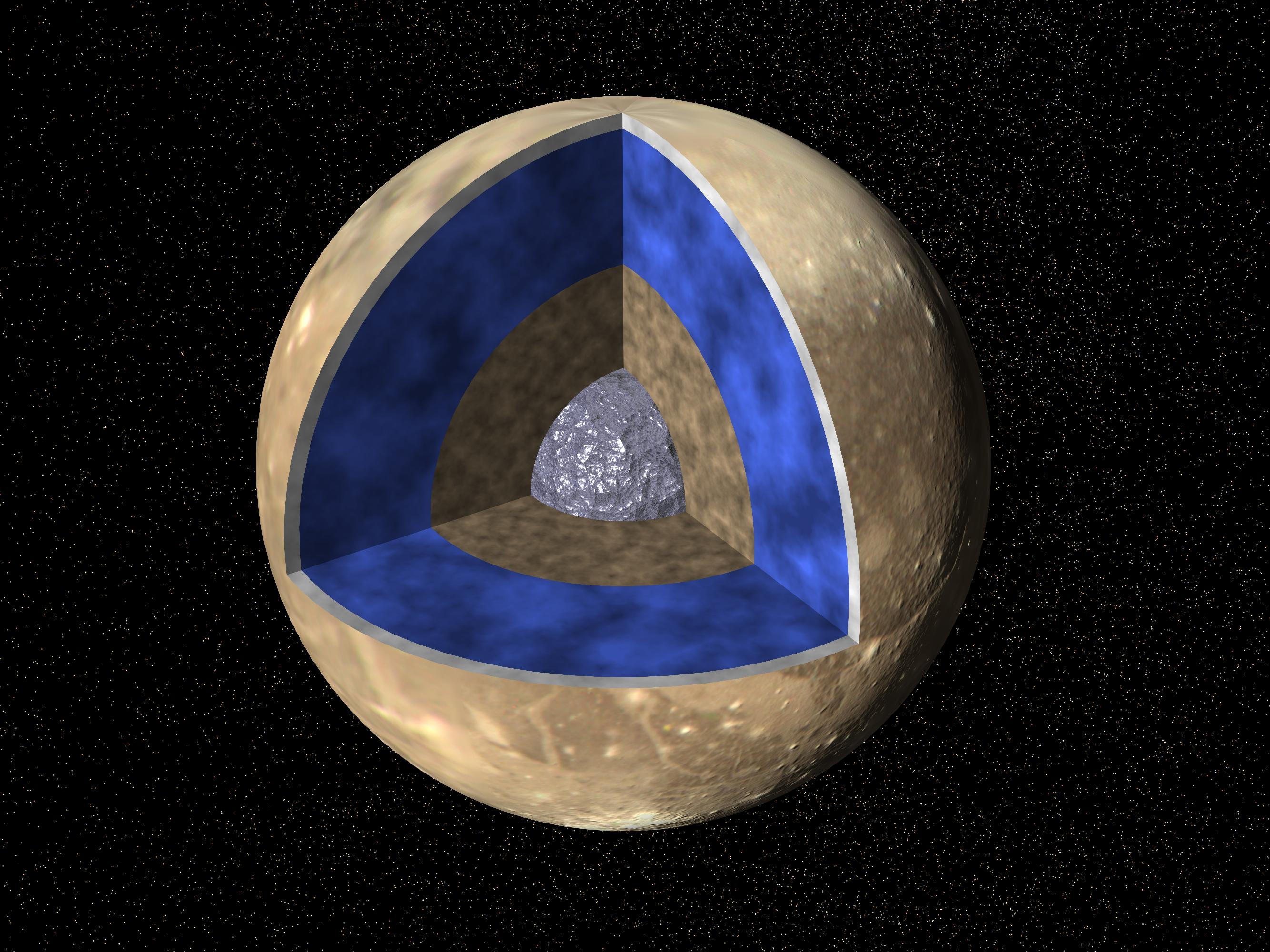
Uno dei modello sviluppati per la struttura interna di Ganimede. Procedendo dall'interno verso l'esterno, sono visibili nell'immagine: il nucleo in ferro-solfuro di ferro, il mantello interno prevalentemente di silicati, il mantello esterno di ghiaccio e la crosta. (NASA, 1997)

I modelli teorici prevedono l'esistenza di un piccolo nucleo di ferro-solfuro di ferro di 700–900 km di raggio. Il nucleo è caratterizzato inoltre da una densità di 5,5–6 g/cm³, da una temperatura di circa 1500–1700 K e da una pressione di 100 kBar (equivalente a 10 GPa).
L'esistenza di un nucleo liquido e ricco in ferro fornirebbe inoltre una spiegazione piuttosto semplice dell'esistenza del campo magnetico proprio della luna, misurato dalla sonda Galileo. I moti convettivi nel ferro liquido, che presenta una conduttività elettrica elevata, è il modello più ragionevole per la generazione di un campo magnetico planetario. La presenza di un nucleo metallico suggerisce inoltre che in passato Ganimede possa essere stato esposto a temperature più elevate delle attuali.
Alcuni modelli per la generazione di un campo magnetico planetario richiedono l'esistenza di un nucleo solido di ferro puro all'interno del nucleo liquido di Fe-FeS - similmente alla struttura del nucleo terrestre. Il raggio di tale nucleo solido potrebbe raggiungere un valore massimo di 500 km.

## Mantello

Un secondo modello della struttura interna di Ganimede. Procedendo dall'interno verso l'esterno, sono visibili nell'immagine: il nucleo in ferro-solfuro di ferro, differenziato in un nucleo interno solido ed uno esterno liquido; il mantello interno prevalentemente di silicati; il mantello esterno di ghiaccio, differenziato a sua volta in tre strati: il più interno di ghiaccio VI (tetragonale), uno strato di acqua liquida e sale, uno strato di ghiaccio I_{h} (esagonale); la crosta. (C. Thomas, 2002)

### Mantello interno
Come già detto, gli spessori indicati degli strati all'interno di Ganimede dipendono dalla presunta composizione dei silicati (olivine e pirosseni) nel mantello e dei solfuri nel nucleo. Il valore più probabile per lo spessore del mantello di silicati è di circa 1700 km (stimato come differenza tra il raggio del pianeta ed i valori stimati per gli spessori del nucleo e del mantello esterno). La densità del mantello di silicati è di 3,4–3,6 g/cm³.
Alcune ricerche ipotizzano che il campo magnetico proprio della luna sia generato da silicati magnetizzati presenti nel mantello, rimanenze di un passato in cui Ganimede possedeva un campo magnetico molto più potente generato dal nucleo ancora fluido.

### Mantello esterno
Il mantello esterno si compone principalmente di ghiaccio d'acqua. I modelli teorici stimano in 800–1000 km il suo spessore.
Poiché in aggiunta al campo magnetico proprio, Ganimede presenta un campo magnetico indotto con un'intensità di un ordine di grandezza inferiore rispetto a quello proprio e confrontabile con quelli di Callisto ed Europa, nel 2002 Margaret Kivelson e colleghi hanno ipotizzato che Ganimede avesse un oceano al di sotto della superficie, con elevata conduttività elettrica.
Una conferma indipendente dell'esistenza dell'oceano al di sotto della superficie è giunta nel 2015 dallo studio delle caratteristiche delle aurore polari determinate dall'interazione del campo magnetico di Giove con quello di Ganimede e osservate attraverso il telescopio spaziale Hubble. Si è così giunti ad individuare un limite sulla conducibilità termica dello strato di acqua liquida presente nel mantello, per quanto rimangano ancora incertezze sulle sue dimensioni e profondità.

## Crosta
Ganimede presenta una crosta ghiacciata che scivola sul mantello di ghiaccio più tiepido.

## Atmosfera
Una sottile atmosfera è stata rilevata per la prima volta su Ganimede nel 1972, durante un'occultazione stellare, e successivamente osservata sempre con difficoltà da allora. Dall'analisi dei dati gli scopritori ipotizzarono una pressione superficiale di 1 μBar circa (0,1 Pa).. Composta in massima parte da ossigeno, ozono, sodio e idrogeno atomico, è piuttosto sottile e probabilmente originata dalla scissione del ghiaccio d'acqua presente sulla superficie del satellite per effetto della radiazione solare incidente. I fenomeni più evidenti, rilevati con il Telescopio spaziale Hubble, sono state intense emissioni luminose, localizzate a ± 50° di latitudine N/S e collegate all'interazione tra l'atmosfera e le particelle cariche della magnetosfera ganimediana.